# Wake Me Up Before You Go-Go
Pour les articles homonymes, voir Wake Me Up.
Singles de Wham!
Club Fantastic Megamix (en)
(1983) Careless Whisper
(1984)
Wake Me Up Before You Go-Go est une chanson du duo anglais Wham!, sortie en single en 1984.

## Dans la culture
Sauf indication contraire, les informations mentionnées dans cette section peuvent être confirmées par le générique de fin de l'œuvre audiovisuelle présentée ici, ainsi que par la base de données cinématographiques IMDb,  présente dans la section « Liens externes ».

### Cinéma
- 2001 : Zoolander
- 2008 : Nos 18 ans de Frédéric Berthe : bande originale
- 2010 : L'Arnacœur
- 2016 : À Fond
- 2017 : Le Monde secret des Emojis
- 2018 : Ready Player One

### Télévision
- 2006 : épisode 7 de la saison 1 de Psych.
- 2019 : épisode 3 de la saison 3 de Stranger Things.
- 2022 : épisode 1 de Moon Knight.

### Jeux Vidéo
- 2021 : Les Gardiens de la Galaxie

## Classements
| Classement (1984)                      | Meilleure position |
| -------------------------------------- | ------------------ |
| Afrique du Sud (Springbok Radio)       | 9                  |
| Allemagne (Media Control AG)           | 2                  |
| Australie (Kent Music Report)          | 1                  |
| Autriche (Ö3 Austria Top 40)           | 6                  |
| Belgique (Flandre Ultratop 50 Singles) | 1                  |
| Belgique (Flandre VRT Top 30)          | 1                  |
| Canada (100 Singles)                   | 1                  |
| Canada (Adult Contemporary)            | 1                  |
| Canada (CHUM)                          | 1                  |
| États-Unis (Adult Contemporary)        | 4                  |
| États-Unis (Billboard Hot 100)         | 1                  |
| États-Unis (Cash Box)                  | 1                  |
| États-Unis (Hot Dance Club Play)       | 27                 |
| Europe (Eurochart Hot 100)             | 1                  |
| Finlande (Suomen virallinen lista)     | 3                  |
| France (SNEP)                          | 17                 |
| Irlande (IRMA)                         | 1                  |
| Italie (FIMI)                          | 23                 |
| Norvège (VG-lista)                     | 1                  |
| Nouvelle-Zélande (RMNZ)                | 2                  |
| Pays-Bas (Nederlandse Top 40)          | 1                  |
| Pays-Bas (Single Top 100)              | 1                  |
| Pologne (Classements Singles)          | 23                 |
| Royaume-Uni (UK Singles Chart)         | 1                  |
| Suède (Sverigetopplistan)              | 1                  |
| Suisse (Schweizer Hitparade)           | 2                  |

| Classement (1984)              | Position |
| ------------------------------ | -------- |
| Australie (Kent Music Report)  | 5        |
| Belgique (Flandre Ultratop 50) | 4        |
| Canada (Top 100 Singles)       | 6        |
| États-Unis (Cash Box)          | 19       |
| Pays-Bas (Nederlandse Top 40)  | 9        |
| Pays-Bas (Single Top 100)      | 17       |
| Suisse (Schweizer Hitparade)   | 8        |

| Classement (1985)              | Position |
| ------------------------------ | -------- |
| États-Unis (Billboard Hot 100) | 3        |

| Pays              | Certification | Ventes certifiées |
| ----------------- | ------------- | ----------------- |
| Canada (CRIA)     | Platine       | 10 000            |
| États-Unis (RIAA) | Platine       | 1 000 000         |
| Royaume-Uni (BPI) | Or            | 400 000           |